# Notazione di Newton
La notazione di Newton in fisica matematica riguarda la derivata totale di una funzione nella variabile tempo e permette di sintetizzare molto la scrittura delle equazioni differenziali in presenza di molte derivazioni di funzioni note e quindi esprimibili con un semplice simbolo. Il primo utilizzo documentato risale ad un manoscritto dell'Autore del 20 maggio 1665.
{\displaystyle {\dot {f}}={\frac {\operatorname {d} \!f}{\operatorname {d} \!t}}}
Quindi si definisce anche la derivata seconda, senza andare oltre di solito:
{\displaystyle {\ddot {f}}={\frac {\operatorname {d} ^{2}\!f}{{\operatorname {d} \!t}^{2}}}}
Una scrittura come {\displaystyle {\dot {f}}(t_{0})} denota il valore della derivata di una funzione scalare della variabile t in corrispondenza di un particolare valore {\displaystyle t_{0}} dell'argomento.